# فلوران إبينغي
فلوران إبينغي (بالفرنسية: Florent Ibengé)‏ هو مدرب كرة قدم كونغولي ولد في 4 ديسمبر 1961 في كينشاسا. يشغل حالياً منصب المدير الفني للهلال السوداني.

## المسيرة التدريبية
كان مدير النادي الصيني شنغهاي شينهوا في الفترة من أبريل إلى مايو 2012 ، والفريق الكونغولي فيتا كلوب من فبراير 2014. أصبح مدرب منتخب جمهورية الكونغو الديمقراطية في أغسطس 2014، ودمج هذا الدور مع وظيفته في نادي فيتا كلوب. قاد جمهورية الكونغو الديمقراطية إلى لقب بطولة أمم أفريقيا للمحليين 2016 في فبراير 2016. في مارس 2017، أعلن أنه يعتزم التنحي عن منصب مدير المنتخب الوطني في 2018. استقال في أغسطس 2019.

## الإنجازات
كمدرب
 فيتا كلوب
- الدوري الوطني الكونغولي (3): 2015، 2018، 2021
- كأس السوبر الكونغولي (1): 2015
- دوري أبطال أفريقيا الوصيف: 2014
- كأس الكونفيدرالية الأفريقية الوصيف: 2018

 نهضة بركان
- كأس الكونفيدرالية الأفريقية (1): 2022

 الكونغو الديمقراطية
- بطولة أمم أفريقيا للمحليين (1): 2016

## روابط خارجية
- فلوران إبينجي على موقع قاعدة بيانات كرة القدم.إي يو (الإنجليزية)
- فلوران إبينجي على موقع ناشيونال فوتبول تيمز (الإنجليزية)
- فلوران إبينجي على موقع Soccerway.com (الإنجليزية)